# Adrián Sas i Menéndez
Adrián Sas i Menéndez   (Astúries, 28 de maig de 1989) és un activista polític català que va ser jutjat el 17 de novembre de 2020 a l'Audiència Provincial de Barcelona per, presumptament, haver colpejat amb un pal de bandera tres agents de l'ARRO, entre ells l'inspector Jordi Arasa condemnat anteriorment a dos anys i quatre mesos de presó pel desallotjament violent del Moviment 15-M de la plaça de Catalunya, en el marc de les protestes dels Comitès de Defensa de la República al voltant del Palau del Parlament l'1 d'octubre del 2018, al parc de la Ciutadella, en el primer aniversari del referèndum sobre la independència de Catalunya. No obstant aquell dia Sas no va ser identificat ni detingut, va ser arrestat dos mesos després al seu lloc de residència.
Per aquest motiu, el 2020 l'Audiència de Barcelona va condemnar-lo a tres anys, sis mesos i un dia de presó per un delicte d'atemptat contra l'autoritat i un delicte de lesions lleu, a més d'una sanció econòmica. En el judici, la Generalitat de Catalunya es va personar en el cas com a acusació particular i va demanar fins a cinc anys i mig de presó. El 14 de març del 2024, el Tribunal Suprem d'Espanya va confirmar via resolució la condemna de l'acusat desestimant el recurs presentat per aquest.
Finalment, el 25 de juliol de 2024 es va anunciar que Adrián Sas seria amnistiat, tal com informava la interlocutòria signada pel jutge Ramon Fors de la secció cinquena de l'Audiència Nacional. El Grup de Suport Sas Absolució va considerar que tot i l'alegria pel no ingrés a presó, la notícia era agredolça, ja que deixava de banda «milers de represaliats i presos polítics per haver lluitat pels nostres drets i llibertats democràtiques», i va reclamar una amnistia que inclogués també Pablo Hasél i Abel Mora. Abel Mora entrà a presó el 30 de maig d'aquell mateix any, després que la fiscalia espanyola s'oposés a amnistiar-lo malgrat que aquell dia s'havia aprovat la Llei orgànica d'amnistia per a la normalització institucional, política i social a Catalunya al congrés espanyol.